# Camille Martin

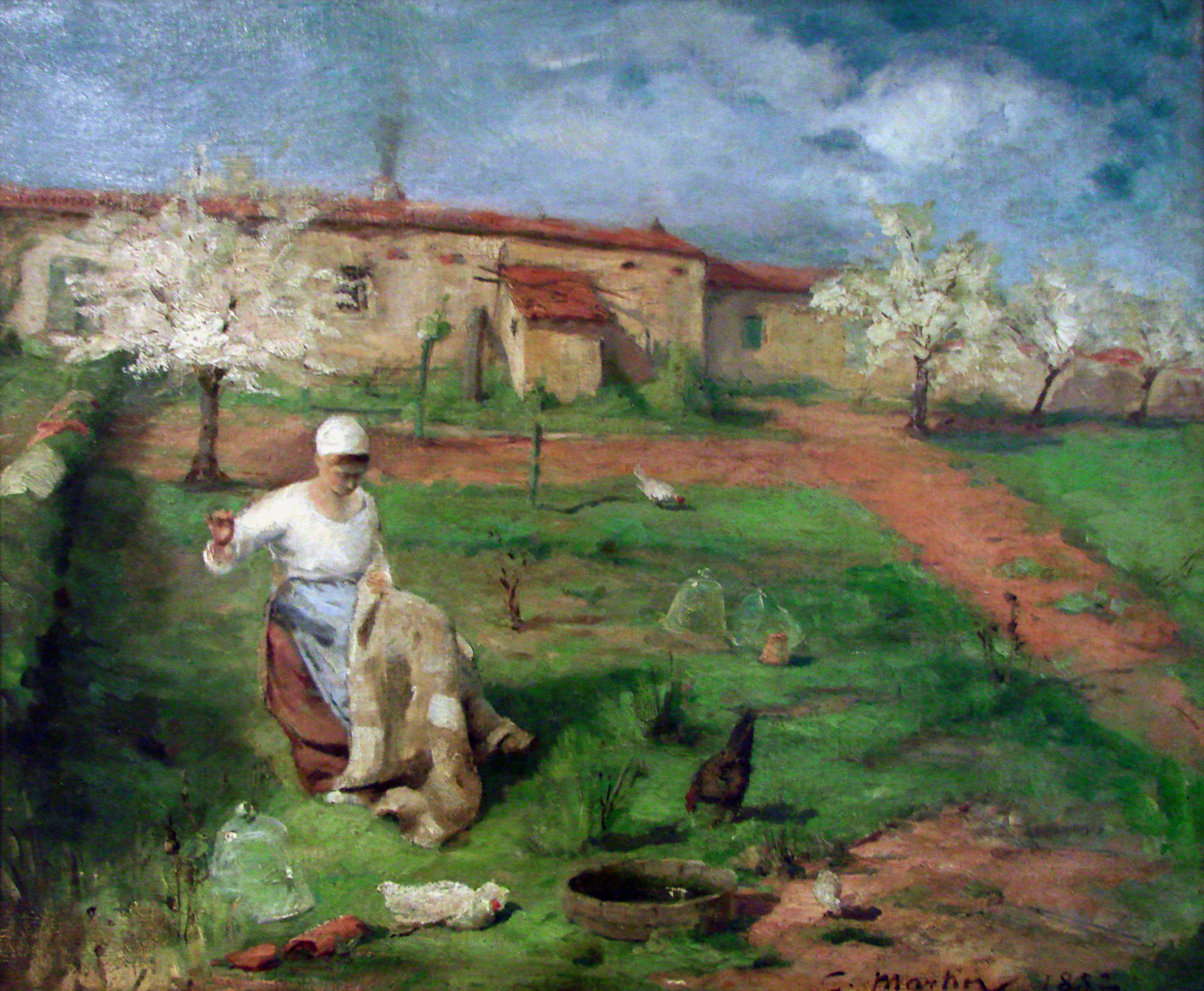
Premier soleil (1882) en el Museo de las bellas Artes de Nancy.

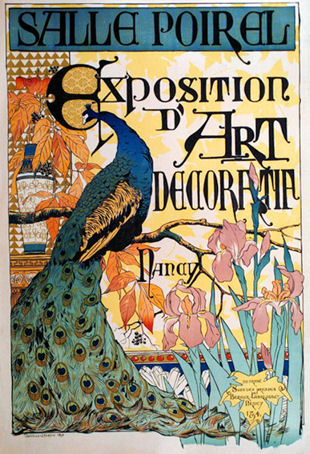
Cartel modernista de Camille Martin para la Exposition d'art décoratif de Nancy en 1894.

Camille Martin (Nancy, 1861 - Nancy, 1898) fue un pintor, ilustrador y grabador francés, miembro del movimiento artístico de la Escuela de Nancy.
Estudió en la Escuela de Bellas Artes de Nancy y en 1881 ganó el premio Jacquot, que le permitió el acceso a la Escuela Nacional Superior de Artes Decorativas de París. Un encuentro con Hokkai Takashima en 1885 lo sensibilizó con el arte japonés y sus técnicas de grabado sobre madera. También colaboró con Émile Friant para la decoración de los muebles destinados a Louis Majorelle. En 1893 participó en el Salon du Champ-de-Mars con Victor Prouvé y René Wiener, y presentó varias obras que le valieron el reconocimiento nacional e internacional.
Pintó sobre todo paisajes de los Vosgos utilizando diversas técnicas como el esmalte, cerámica y xilografía.
Entre 1893 y 1895, André Marty publicó en L'estampe originale varios trabajos de Camille Martin entre los de Bonnard o Toulouse-Lautrec, entre otros.